# آدم جمال كريج
آدم جمال كريج (بالإنجليزية: Adam Jamal Craig)‏ هو ممثل أمريكي. 

## روابط خارجية
- آدم جمال كريج على موقع IMDb (الإنجليزية)
- آدم جمال كريج على موقع ألو سيني (الفرنسية)
- آدم جمال كريج على موقع أول موفي (الإنجليزية)
- آدم جمال كريج على موقع قاعدة بيانات الفيلم (الإنجليزية)
- آدم جمال كريج على موقع كينوبويسك (الروسية)